# Kudialčaj
Kudialčaj ili Gudialčaj (azerski: Qudyalçay, ruski: Кудиалчай, Гудиалчай) je rijeka u Azerbajdžanu. Duga je 108 km.  Površina porječja iznosi 799 km2. Izvire na sjevernoj padini Tufandaga na nadmorskoj visini od 3000 metara. Porječje rijeke se nalazi na sjeveroistočnoj padini Velikog Kavkaza. Prolazi kroz Kusarsku ravnicu, odakle crpi vodu zajedno s rijekama Kusarčaj i Karačaj. Ulijeva se u Kaspijsko jezero.

## Galerija slika
- Kanjon rijeke Kudialčaj kod sela Kriz
- Most preko rijeke Kudialčaj kod sela Kriz

## Vanjske poveznice
|  | Zajednički poslužitelj ima još gradiva o temi Kudialčaj |